# République des conseils de Bavière
7 avril 1919 – 3 mai 1919
26 jours
Entités précédentes :
- République de Weimar

Entités suivantes :
- République de Weimar

La république des conseils de Bavière (en allemand : Bayerische Räterepublik), dite aussi république des conseils de Munich (en allemand : Münchner Räterepublik), nom également traduit par République soviétique bavaroise ou république soviétique de Bavière, est un gouvernement d'inspiration socialiste et communiste proclamé en Bavière durant la révolution de 1918-1919 par des conseils ouvriers, gouvernement qui dure du 7 avril au 3 mai 1919 et s'effondre dans la violence et la confusion.
À la fin de la Première Guerre mondiale, la fin du régime impérial, le 9 novembre 1918, entraîne la chute des autres dynasties allemandes : les Wittelsbach quittent le pouvoir en Bavière. Presque partout en Allemagne, des conseils ouvriers se forment. Les mois qui suivent la révolution bavaroise sont troublés : le gouvernement est dirigé par le socialiste indépendant Kurt Eisner, assassiné le 21 février 1919, auquel succède le social-démocrate Johannes Hoffmann (en).
La « république des conseils » est proclamée en avril par des communistes bavarois. Les Conseils d'Augsbourg se prononcent, en présence d'Ernst Niekisch et des socialistes libertaires ou anarchistes Erich Mühsam et Gustav Landauer, en faveur d'une république des conseils de Bavière. Dans la nuit du 6 au 7, cette revendication est reprise par le conseil central de Munich : une proclamation, signée par Ernst Niekisch, annonce l'avènement de la république des conseils de Bavière, la dissolution du Landtag et la déchéance du gouvernement Hoffmann.
Mais en quelques jours, le régime des conseils montre son impréparation à gouverner. Le 13 avril, une troupe improvisée de volontaires formée par le gouvernement Hoffmann tente de reprendre Munich, mais est repoussée par l'« Armée rouge » bavaroise aidée des communistes. Le soir même, des communistes allemands, menés par les militants Eugen Leviné et Max Levien, décrètent de leur propre initiative la fin du gouvernement « anarchiste » de Toller et prennent le pouvoir à Munich, inaugurant une seconde phase de la république des conseils de Bavière.
Le 3 mai, la république des conseils de Bavière est définitivement écrasée. Les institutions du pays se stabilisent lors de l'adoption de la constitution de Weimar le 11 août 1919, première constitution démocratique appliquée dans l’histoire allemande.

## Contexte
Pour un article plus général, voir Révolution allemande de 1918-1919.

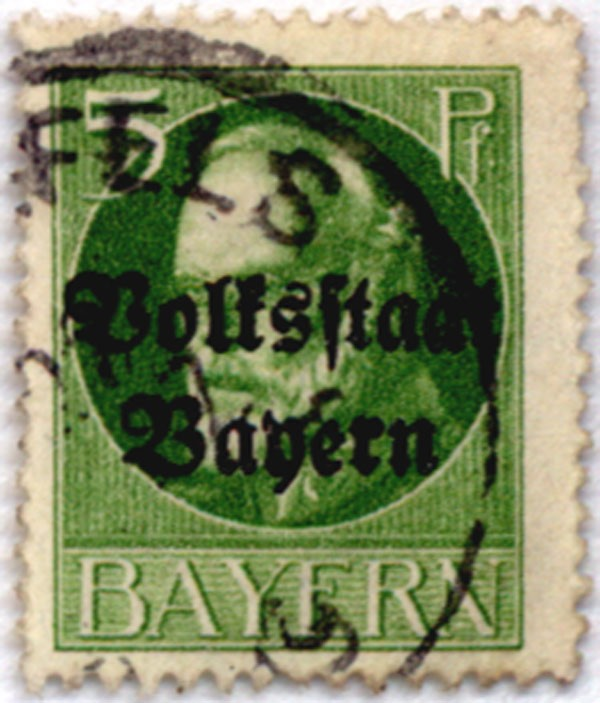
Timbre de la république de Bavière à l'effigie de Louis III (roi de Bavière), comportant la surcharge Volksstaat Bayern – État populaire de Bavière – après la chute du roi.

À la fin de la Première Guerre mondiale, la famine et les pénuries en Allemagne entraînent un mécontentement général, tant chez les classes moyennes qu'au sein de la classe ouvrière. Une réforme du système politique, destinée à instaurer une démocratie parlementaire, est mise en œuvre, mais n'empêche pas une insurrection d'éclater. Les mutineries de Kiel, déclenchées le 29 octobre par les marins de la flotte de guerre impériale, dégénèrent en véritable soulèvement dans les premiers jours du mois de novembre. Les marins et ouvriers révoltés prennent le contrôle de plusieurs villes ; des conseils ouvriers apparaissent, certains s'arrogeant une autorité politique.
À Munich, le 7 novembre, lors d'une manifestation organisée en faveur de la paix par le Parti social-démocrate d'Allemagne (SPD), le journaliste Kurt Eisner, membre du Parti social-démocrate indépendant d'Allemagne (USPD) et récemment libéré de la prison que lui avait valu son militantisme contre la guerre, monte sur l'estrade occupée par les orateurs et incite la foule à occuper les casernes des soldats et à prendre le contrôle de la ville. Accompagné d'un groupe de partisans, Eisner s'empare des bâtiments, sans rencontrer de résistance de la part de la troupe. Le roi Louis III et la maison de Wittelsbach prennent la fuite, le souverain bavarois devenant le premier monarque des États de l'Empire allemand à abandonner le pouvoir. 

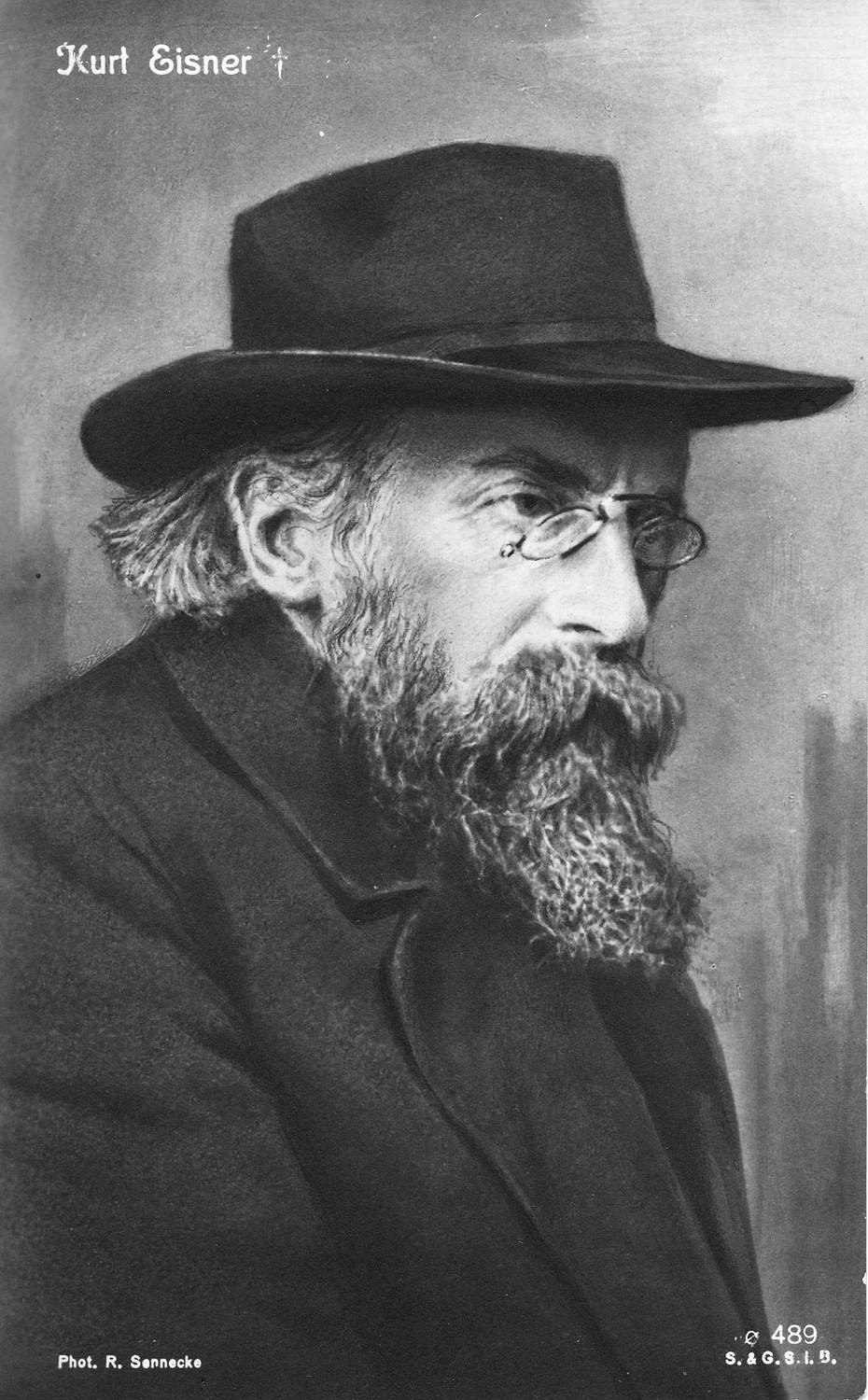
Kurt Eisner en 1919.

Le 8 novembre, un conseil d'ouvriers et de soldats confie le pouvoir à Eisner qui, avec l'accord des membres du conseil, proclame la « république socialiste de Bavière ». Eisner assure de son intention de ne pas prendre de mesures de type communiste, mais il est détesté par une partie de l'opinion, qui le considère comme un extrémiste « rouge » ; juif, socialiste et militant pacifiste durant la guerre, il est la cible idéale pour les tenants de la thèse du coup de poignard dans le dos qui attribuent la défaite allemande à la gauche et aux Juifs. Son gouvernement se montre en outre incompétent pour assurer le ravitaillement, gérer la démobilisation des troupes et faire fonctionner le système de transports publics. Les paysans bavarois, conservateurs dans leur majorité, et choqués par les évènements de Munich, refusent de distribuer leurs produits ; les Alliés ont par ailleurs réquisitionné la plupart des locomotives du réseau de chemins de fer. Le désordre règne à Munich, et les ouvriers commencent à huer Eisner lors de ses apparitions publiques. 
Le 12 janvier, des élections législatives ont lieu, qui se soldent par une défaite humiliante pour l'USPD et le gouvernement Eisner : le SPD obtient une très large majorité au Landtag de Bavière. Le 21 février, alors qu'il se rend au Landtag, Eisner est assassiné par un jeune aristocrate, le comte Anton Graf von Arco auf Valley, sympathisant du groupe antisémite de la société Thulé. Le meurtre s'avère avoir été totalement inutile : on retrouve dans la poche de Kurt Eisner le brouillon de sa lettre de démission. L'assassinat de Eisner entraîne aussitôt une émeute dans Munich et un communiste tire sur le principal adversaire politique d'Eisner, le SPD Erhard Auer (en), le blessant grièvement,. Le lendemain, une assemblée générale des Conseils munichois élit un « Conseil central de la République bavaroise », composé de représentants du SPD, de l'USPD, du KPD et des conseils paysans, et nomme à sa tête le social-démocrate de gauche Ernst Niekisch ; le Conseil central désigne un gouvernement, qui refuse cependant de servir. Début mars, après une période de vide politique, le Conseil central cède à nouveau l'autorité politique au Landtag qui, par crainte des violences, avait suspendu ses travaux. Le parlement nomme sans vote un nouveau gouvernement de coalition, dirigé par le SPD Johannes Hoffmann (en), qui échoue cependant à rétablir l'ordre. Dans la situation de confusion régnant à Munich, des armes et des munitions sont distribuées aux Conseils d'ouvriers et de soldats.
Début avril, la nouvelle de la proclamation de la république des conseils de Hongrie galvanise les éléments radicaux. Le 3 avril, l'assemblée des Conseils d'Augsbourg se prononce, en présence d'Ernst Niekisch, pour une « république des conseils ». Dans la nuit du 6 au 7 avril, le Conseil central de Munich reprend cette revendication à son compte et une proclamation, signée par Niekisch, annonce la dissolution du Landtag, « organe stérile du siècle capitaliste bourgeois dépassé », et la déposition du gouvernement Hoffmann, remplacé par la « république des conseils de Bavière ».
Dans la foulée du Conseil central révolutionnaire de Munich, la république des conseils de Bavière est proclamée le 7 et le 8 avril dans de nombreuses villes du Land. À l'exception de Nuremberg, toutes les grandes villes de Bavière au sud du Danube, de nombreuses villes et communautés plus petites comme Memmingen et Dießen rejoignent la Räterepublik. Cependant, dans la plupart des cas, la réaction se met en branle dès le 9 avril. À l'instigation des représentants du SPD, de nombreux conseils rompent leurs liens avec Munich, certains conseils locaux, comme la Würzburger Räterepublik, ont été complètement éliminés par les militaires et les groupes d'extrême-droite, tandis que l'aile droite de l'Union paysanne autour de Georg Eisenberger a pu isoler le Conseil central des paysans de Munich et reprendre le contrôle des conseils paysans de la province. Dès le 12, la zone d'influence de la république des conseils se limite à l'axe Augsbourg-Munich-Rosenheim,.

## Histoire

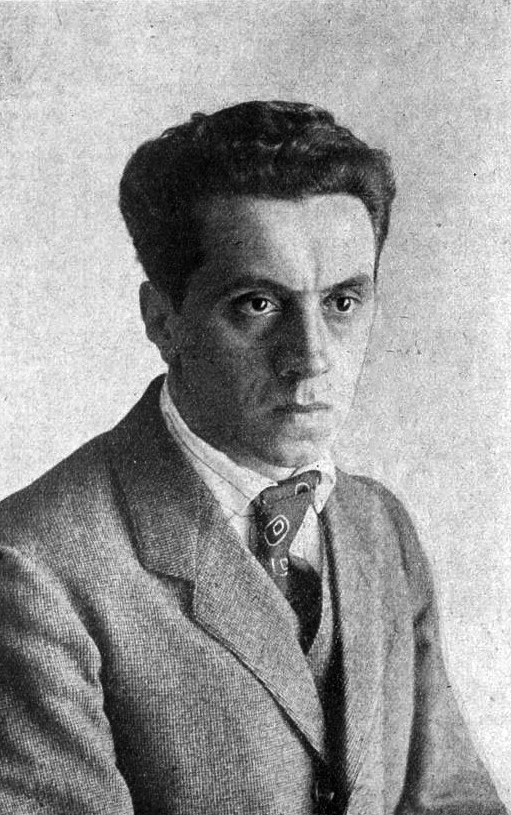
Ernst Toller.
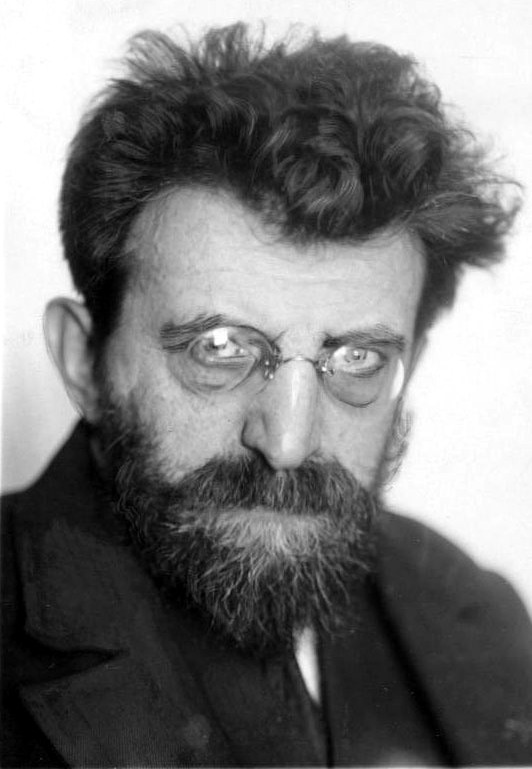
Erich Mühsam.
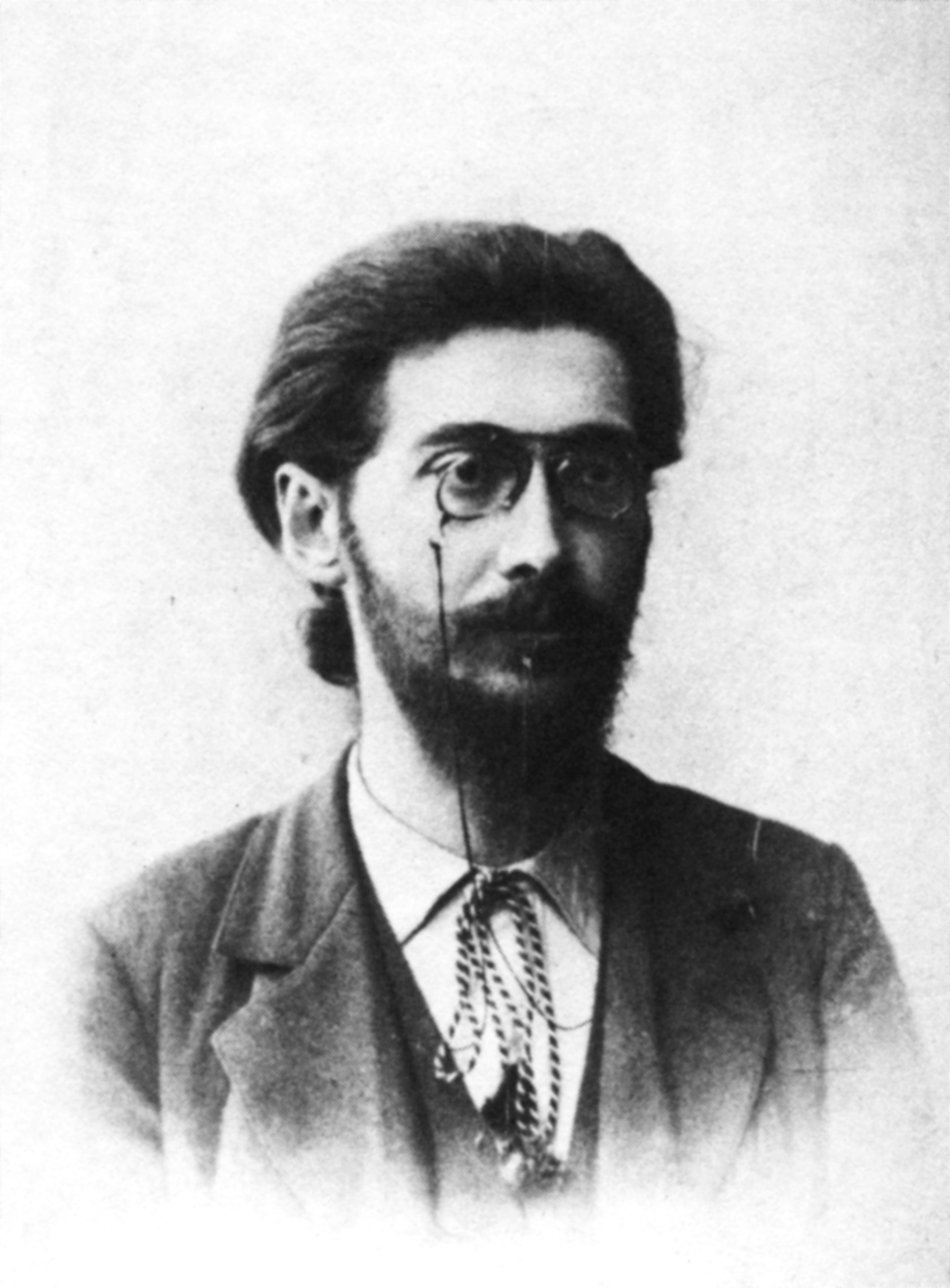
Gustav Landauer.
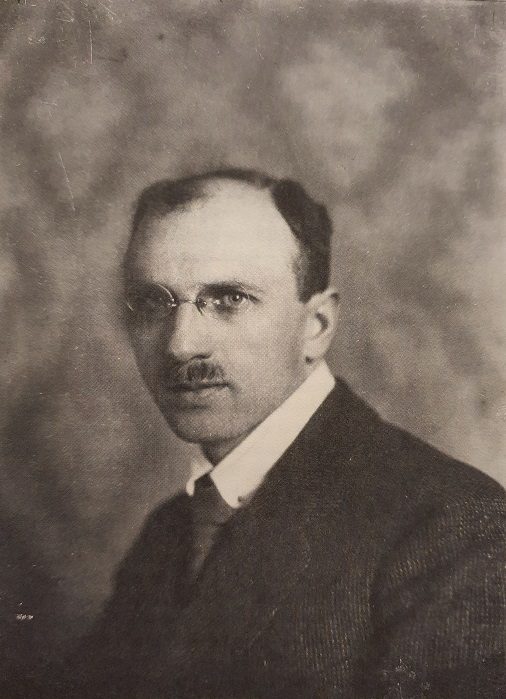
Ernst Niekisch.
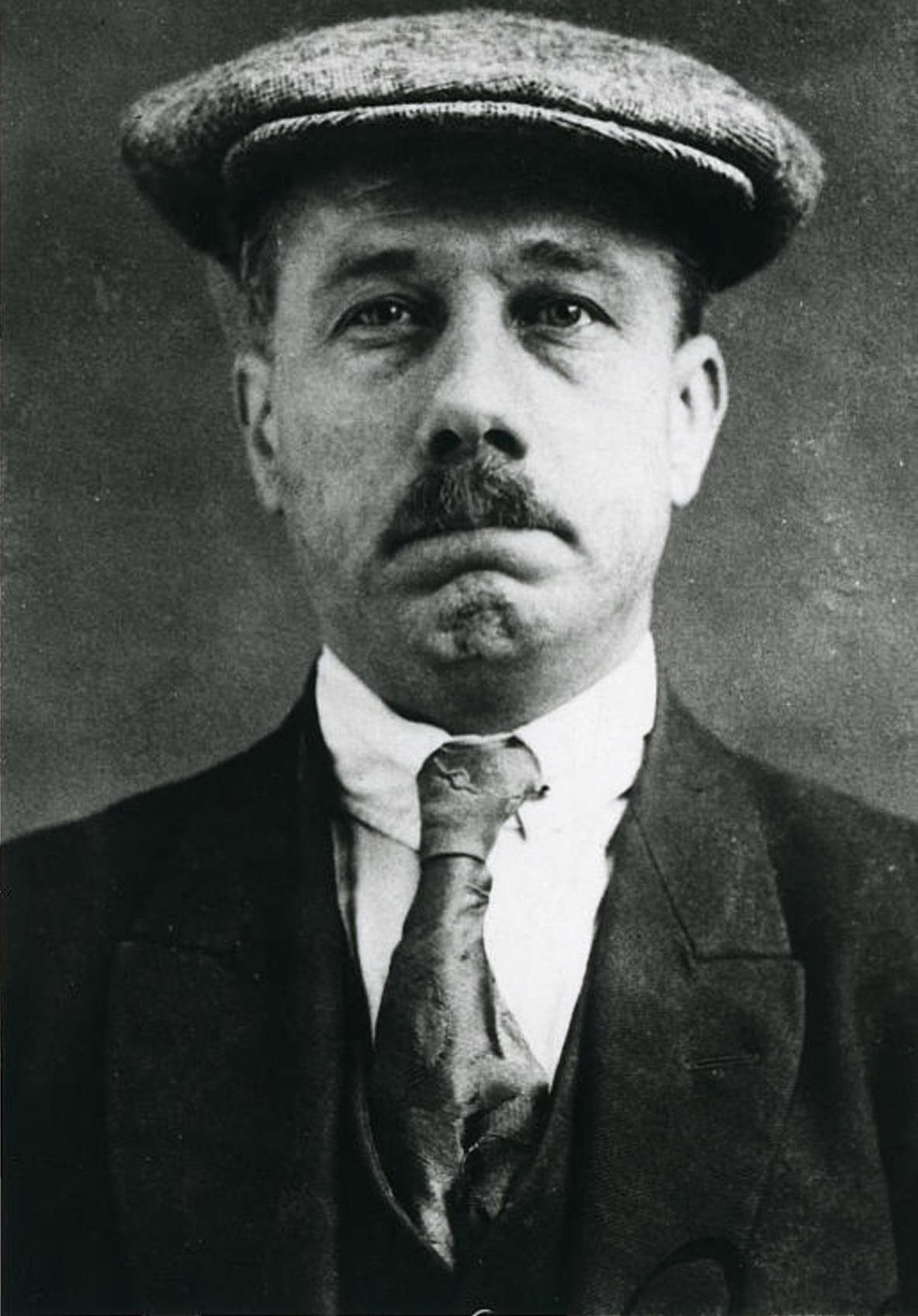
B. Traven / Red Marut.

### «Première république des conseils»
La première phase de la république des conseils s'ouvre avec la proclamation d'un gouvernement dirigé par Ernst Toller, dramaturge et poète alors âgé de 25 ans, et composé de onze « délégués populaires » (Volksbeauftragte). Soutenu par les Conseils d'ouvriers et de soldats de Munich, mais non encore reconnu par le Parti communiste, Toller s'entoure d'autres intellectuels, comme les écrivains Erich Mühsam et Gustav Landauer, eux-mêmes militants anarchistes ; ou encore Ret Marut, le futur B. Traven, qui s'occupera de la presse. Le gouvernement de la république des conseils, composé en grande partie de lettrés du quartier de Schwabing, a une tonalité nettement plus anarchiste que socialiste, ce qui lui vaut d'être rapidement surnommé dans la ville « le régime des anarchistes de cafés ». Johannes Hoffmann (en), réfugié à Bamberg, refuse entretemps de s'incliner.
En quelques jours, le gouvernement de Ernst Toller devient, selon les termes de l'historien Heinrich August Winkler, « la risée de tous ». Nullement préparés à gouverner, sans liens avec les autres milieux socialistes d'Allemagne et d'Autriche et sans idées claires quant à l'avenir de la Bavière, les dirigeants de la république munichoise prennent une série de décisions incohérentes. Le gouvernement Toller annonce la rupture des relations diplomaques avec le Reich, et proclame « l'argent libre » pour triompher du capitalisme. Un télégramme est envoyé à Lénine pour l'informer de l'union du prolétariat de Haute Bavière. Les délinquants de droit commun sont libérés de prison, ce qui entraîne une montée en flèche de l'insécurité dans la ville. Le gouvernement s'arroge en parallèle l'autorité économique suprême, ce qui entraîne la fermeture immédiate de tous les petits commerces, surprenant les gouvernants eux-mêmes. Tandis que Toller annonce une réforme des arts, les affaires étrangères de la Bavière sont confiées au journaliste Franz Lipp (1855-1937) qui, mentalement instable, ridiculise le gouvernement par ses excentricités : le Wurtemberg et la Suisse ayant refusé de prêter soixante locomotives à la Bavière, Lipp annonce son intention de leur déclarer la guerre. Devant le comportement du délégué aux affaires étrangères, Toller et Mühsam finissent par le pousser à la démission, quelques jours après sa nomination. Si le régime ne commet pas d'actes sanglants, l'annonce, le 10 avril, de la création de « tribunaux révolutionnaires » dont les jugements seront exécutés sur-le-champ sans possibilité d'appel contribue à semer l'effroi au sein de la bourgeoisie bavaroise. Hoffmann dénonce la « terreur russe, déchaînée par des éléments étrangers au pays », qui ferait rage à Munich.
Le 13 avril, une troupe de soldats républicains, mise sur pied à la hâte, intervient à Munich avec l'accord du gouvernement Hoffmann pour tenter de renverser le gouvernement des conseils : l'assaut est repoussé par l'« armée » rouge formée par les communistes munichois. Les combats font douze morts. Le soir même, les membres munichois du KPD, qui avaient initialement refusé de reconnaître la république des conseils, prennent le pouvoir : Eugen Leviné et Max Levien, deux militants communistes d'origine juive russe, prennent la tête du nouveau gouvernement, dont Toller et Landauer reconnaissent l'autorité.

### «Deuxième république des conseils»

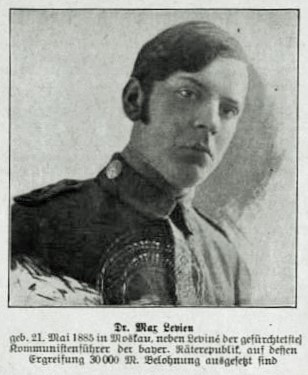
Max Levien (c. 1919).
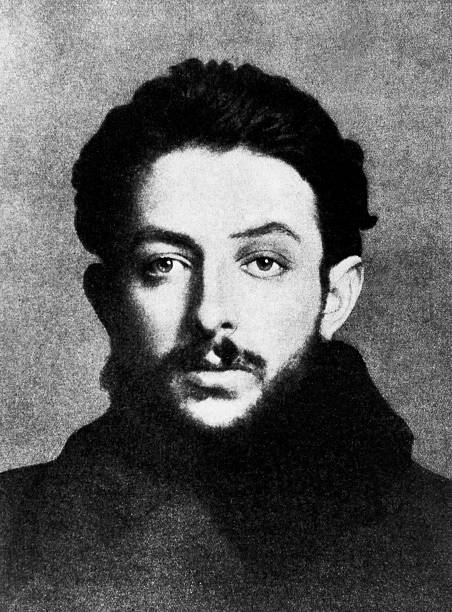
Eugen Leviné.

En prenant le pouvoir, Leviné et Levien agissent de leur propre chef, sans l'accord de la centrale berlinoise du KPD. Ils ne tardent cependant pas à recevoir l'aval de Lénine lui-même : le 27 avril, le chef du gouvernement de la Russie bolchevique télégraphie à Leviné pour lui demander si les révolutionnaires munichois ont déjà nationalisé les banques et pris des otages dans les rangs de la bourgeoisie.
Les communistes bavarois ne disposent, au sein d'un Land conservateur et agricole, que du soutien d'une infime minorité de la population urbaine, ce qui rend leur position particulièrement fragile. Des mesures répressives sont rapidement décrétées contre les « contre-révolutionnaires » réels ou supposés, qui font l'objet d'arrestations arbitraires. Eugen Leviné, suivant les instructions de Lénine, commence notamment à faire arrêter des membres de l'aristocratie et de la haute bourgeoisie. La principale église de Munich est transformée en temple de la « déesse raison » ; les communistes tentent de structurer l'« armée rouge » bavaroise, qui, attirant dans ses rangs de nombreux ouvriers au chômage, compte bientôt environ 20 000 hommes. Une série de proclamations annonce que la Bavière est destinée à constituer le fer de lance de la révolution bolchevique en Europe, que les ouvriers recevront une formation militaire et que la possession d'armes par des particuliers est interdite sous peine de mort. Ernst Toller, solidaire du nouveau régime, apparaît publiquement en uniforme et proclame son intention de mourir au service de la révolution.

### Écrasement du régime
Johannes Hoffmann (en), épouvanté par l'avènement d'un régime bolchévique en Bavière, engage entretemps les services des corps francs du Wurtemberg, commandés par Franz von Epp, que viennent épauler des troupes régulières. Trente-cinq mille hommes sont bientôt rassemblés sous le commandement de von Epp et équipés notamment de fusils-mitrailleurs. Munich est entretemps en plein chaos et paralysée par une grève générale ; les services publics de la ville ne fonctionnent plus. La capitale bavaroise, sans autorité centrale fonctionnelle, est livrée à l'insécurité et au pillage. Le 23 avril, l'assaut sur Munich commence, à l'incitation du ministre Gustav Noske : la ville est bloquée par les corps francs, qui annoncent qu'aucun quartier ne sera fait et que toute personne trouvée en possession d'armes sera exécutée sur le champ. Terrifiés, les conseils d'ouvriers et de soldats votent une motion de défiance contre le gouvernement de la république des conseils, qui est dès lors dépourvue de toute forme d'autorité centrale, même théorique. En pleine panique, une unité de l'« Armée rouge » bavaroise s'en prend aux otages rassemblés dans un gymnase : dix personnes sont exécutées, parmi lesquels un membre de la maison de Thurn und Taxis, ainsi que la jeune comtesse von Westarp, et un vieil enseignant qui avait été arrêté pour avoir fait un commentaire désobligeant sur une affiche révolutionnaire.

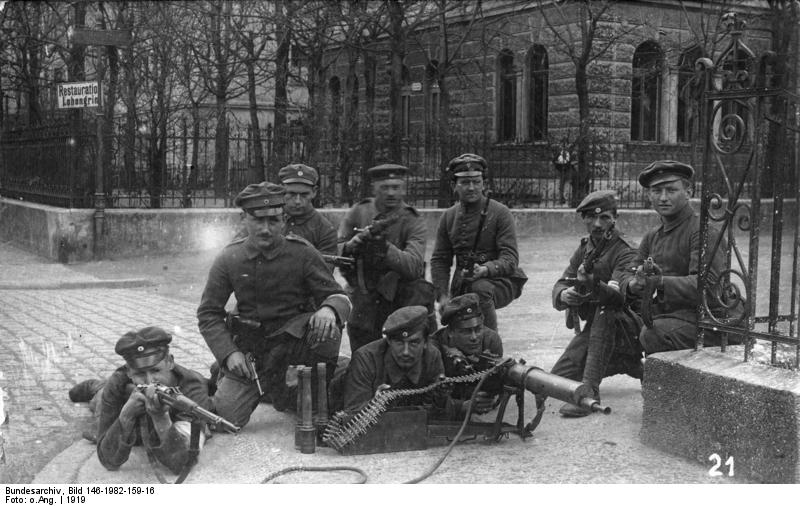
Soldats déployés avec fusils et mitrailleuse à Augsbourg en 1919.

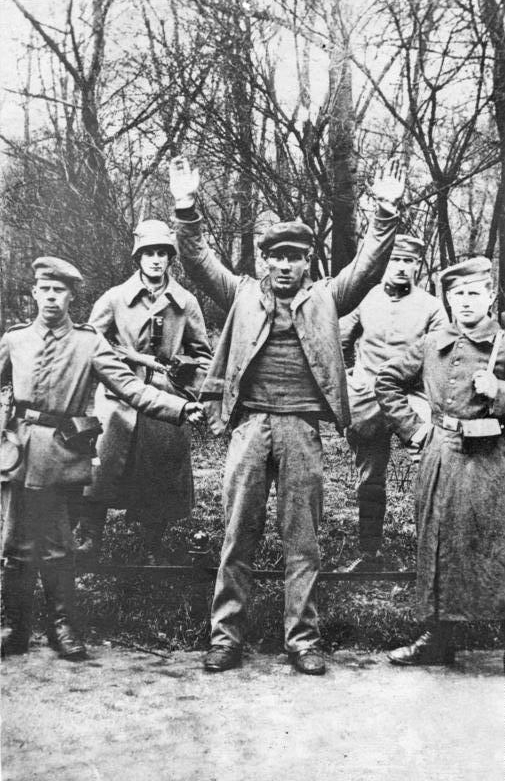
Des soldats des troupes gouvernementales avec un prisonnier rouge.

La nouvelle de l'exécution des otages enrage les soldats des corps francs, dont la marche à travers la ville ne rencontre plus guère d'opposition. Les représailles contre la république des conseils tournent au bain de sang. Le 2 mai, Gustav Landauer est capturé et battu à mort par des soldats, qui laissent ensuite son corps pourrir sur place durant plusieurs jours. Toute résistance dans la ville cesse le 3 mai ; les chiffres officiels du bilan de l'assaut font état de 606 morts, dont 38 membres des troupes gouvernementales allemandes et 335 civils, tandis que des estimations officieuses évoquent un nombre réel de victimes deux fois supérieur. Dans les jours qui suivent la fin des combats, des civils indûment accusés d'être des révolutionnaires continuent d'être assassinés par les corps francs,.
Si Max Levien parvient à fuir, Eugen Leviné est arrêté, jugé pour haute trahison, condamné à mort et exécuté le 5 juin. Ernst Toller, Erich Mühsam et Ernst Niekisch sont quant à eux condamnés à des peines de prison,. Les bolcheviks russes, une fois au courant des évènements de Bavière et du peu de compétence dont ont fait preuve Eugen Leviné et Max Levien, ne s'empressent guère de chanter les louanges de l'expérience bavaroise. Max Levien, réfugié en URSS, est exécuté en 1937 durant les purges staliniennes ; Ernst Niekisch devient ensuite pour sa part l'un des principaux représentants du courant « national-bolchevik ».
Le journaliste Ret Marut, rédacteur du Ziegelbrenner, responsable de la presse pendant la révolution, est condamné à mort par la répression des corps francs. Il parvient à prendre la fuite in extremis, s’exile au Mexique et devient un célèbre auteur de romans sociaux sous le nom de B. Traven.

## Politique et économie

### Gouvernement Eisner
Les « cent jours » d’exercice qu’Eisner effectue en tant que premier ministre de Bavière sont ponctués de multiples changements, d'autant que le gouvernement fédéral, et particulièrement les ministres du SPD, n'y voyaient qu'un gouvernement provisoire en attente des prochaines élections régionales au Landtag. De fait, les différentes discussions relatives aux institutions du futur État achoppaient, notamment sur l'adoption d'un statut de démocratie parlementaire ou d'une république des conseils. Eisner, pour sa part, tenait une position intermédiaire : il voyait dans les conseils une instance consultative et de contrôle, opposée à un parlement élu, mais ne voulait lui confier à long terme ni pouvoir législatif, ni pouvoir exécutif. Il approuvait l'autorité des conseils au début de la révolution en tant que moyen d'éduquer le peuple à la démocratie.

« La révolution n’est pas la démocratie. Elle ne fait que préparer la démocratie. »

— Kurt Eisner
Sous le gouvernement d’Eisner, les banques, les grandes entreprises industrielles et financières ne sont pas touchées : leur collectivisation est repoussée. Les fonctionnaires royaux de la justice et la bureaucratie princière conservent leur affectation et la conserveront encore par la suite. Seules quelques réformes sociales et humanitaires sont entreprises au bénéfice des couches socialement défavorisées, surtout les ouvriers, notamment par l'adoption de la loi des huit heures, du droit de vote des femmes et la suppression de la tutelle religieuse sur les écoles. En cela, Eisner heurte l’influente Église catholique et la bourgeoisie conservatrice, qui voteront essentiellement pour le Parti populaire bavarois. Le cardinal Faulhaber taxe d’ailleurs le gouvernement Eisner de « fléau de Jehova ».
En matière de politique étrangère, Eisner est à l'origine de menées séparatistes. Mais il ne parvient pas plus à faire aboutir sa proposition d'une Fédération du Danube qui regrouperait l’Autriche, la Bavière et la toute jeune république de Tchécoslovaquie que son exigence selon laquelle la Constitution de Weimar n'est pas valable tant qu'elle n'a pas été approuvée par les différents Länder : la résistance du gouvernement fédéral aura raison de lui sur ces deux plans.

### Gouvernement Leviné
Le gouvernement de la nouvelle république d'Ernst Toller ne dure guère à cause de la faiblesse, voire l'incompétence des dirigeants et chute six jours à peine après sa formation. Eugen Leviné (1883-1919) arrive au pouvoir quand les communistes prennent le contrôle du gouvernement.
Leviné décrète de nombreuses réformes révolutionnaires comme la création d'une armée rouge, la confiscation des comptes en banques, l'offre des appartements les plus luxueux aux sans-abris, le contrôle et la propriété des usines aux ouvriers et l'installation de délégués révolutionnaires chargés de superviser les banques. Il programme aussi des réformes du système d'éducation et l'abolition du papier monnaie.
La réaction (Les Blancs, contre-révolutionnaires) s'empare de Pfaffenhofen an der Glonn (arrondissement de Dachau) et attaque l'Armée rouge, menée un temps par Ernst Toller. Une grève générale de dix jours bloque l'alimentation de la métropole. Le gouvernement de Bamberg fait appel au Reich, les régiments bavarois, prussiens, württembergeois répondent, s'emparent de Lindau et Augsburg.

## Postérité
Dans les années qui suivent les épisodes du gouvernement Kurt Eisner et de la république des conseils, le Land de Bavière devient un important foyer d'agitation des groupes nationalistes d'extrême-droite et des propagandistes antisémites. Le fait que Kurt Eisner ait été un Juif prussien, Eugen Leviné et Max Levien des Juifs d'origine russe, et Ernst Toller, Erich Mühsam et Gustav Landauer également d'origine juive, donne un puissant élan à l'antisémitisme, déjà répandu en Bavière, en contribuant à renforcer le mythe du judéo-bolchevisme. Adolf Hitler fait ses premières armes en politique à Munich au cours des années suivantes, dans un climat particulièrement propice à la diffusion de ses idées,.